# Katten (stjärnbild)

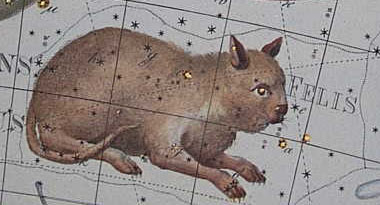
Stjärnbilden Katten

Katten (Felis på latin) var en ljussvag stjärnbild på södra stjärnhimlen, bestående av stjärnor som nätt och jämnt kunde ses för blotta ögat.
Den skapades av den franske astronomen Jerome Lalande 1799. I den amerikanske historikern Richard Allens bok ”Star Names, Their Lore and Meaning” citerar Allen Lalande i fri översättning:
| ” | Jag tycker mycket om katter. Jag tänker låta den här katten klösa på stjärnkartan. Stjärnhimlen har bekymrat mig tillräckligt i mitt liv, så nu ska jag spela den ett spratt.” | „ |

Ian Ridpath har spårat citatet till Ludewig Idelers verk ”Untersuchungen über den Ursprung und die Bedeutung der Sternnamen” (Berlin 1809, sidan 367) och där står i fri översättning:
| ” | ”Jag älskar katter väldigt mycket. Jag tänker låta gravera in den här bilden på stjärnkartan. Den stjärnbeströdda himlen har tröttat ut mig nog i mitt liv så jag har rätt att ha lite skoj.” | „ |

Ideler anger också originalkällan, ”Allgemeine Geographische Ephemeriden” nummer 3, 1799.
Stjärnbilden Katten var belägen mellan Luftpumpen och Vattenormens stjärnbilder. Den publicerades först i ”Stereographischer Entwurf des gestirnten Himmels vom Nordpol bis zum 38. Grad südlicher Abweichung” av den tyske astronomen Johann Elert Bode under namnet Die Katz och avbildades 1801 i dennes monumentalverk Uranographia, sive Astrorum Descriptio viginti tabulis aeneis incisa …
Thomas Young hade med konstellationen på stjärnkarta XXXVII i sin A Course of Lectures on Natural Philosophy and the Mechanical Arts. Han kallade  stjärnbilden ”Cat”.
Den italienske astronomen Angelo Secchi publicerade 1878 Kattens stjärnbild under namnet Gatto. Alexander Jamieson hade den med i A Celestial Atlas ( 1822) under det latinska namnet, Felis. Den förekommer också i 1848 års upplaga av Elijah H. Burritts Atlas, som var bilaga till Burrits verk The Geography of the Heavens. Stjärnbilden är vidare med i James Middletons Celestial Atlas (1843).
Därmed är uppräkningen slut, för någon succé väckte inte Lalandes infall bland astronomerna.

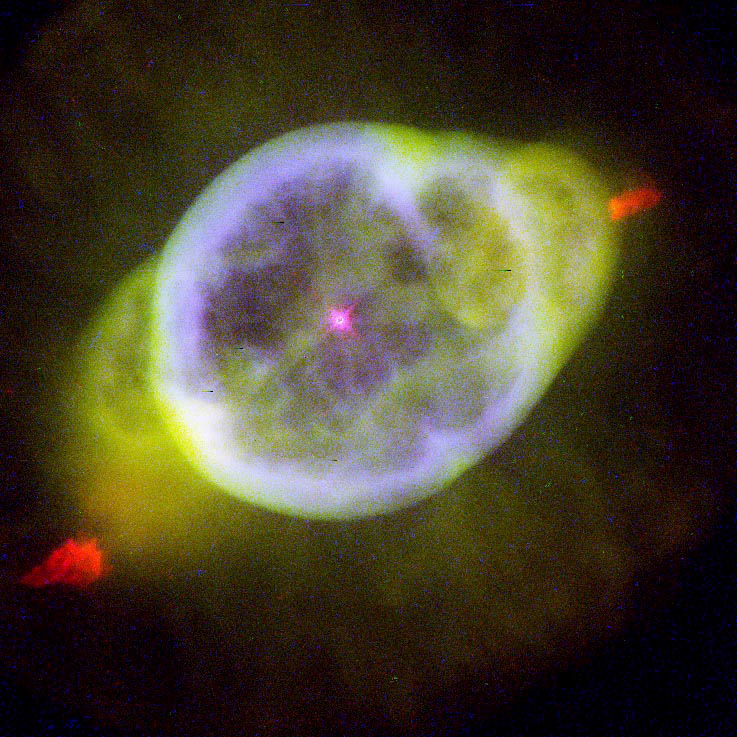
NGC 3242 fotograferad amed Hubbleteleskopet.

## Objekt
Katten var en ljussvag stjärnbild, men innehöll en hel del intressanta objekt. Stjärnkartan The Millennium Star Atlas (1997) tar upp cirka 60 objekt. Här finns till exempel den planetariska nebulosan NGC 3242. Den är av magnitud 10,3 och har smeknamnet ”Jupiters spöke” eftersom den ser ut som en blek kopia av planeten Jupiter.